# Tamazula, Durango
Tamazula là một đô thị thuộc bang Durango, México. Năm 2005, dân số của đô thị này là 25888 người.